# Höken är lös
Höken är lös (engelska Hudson Hawk) är en amerikansk action-komedi från 1991 som är regisserad av Michael Lehman med Bruce Willis i huvudrollen som Eddie "The Hawk" Hawkins. Filmen hade Sverigepremiär den 16 augusti 1991.

## Handling
Efter att ha suttit tio år i fängelse släpps Eddie "The Hawk" Hawkins ut igen, och han planerar för ett hederligt liv i fortsättningen. Men väl ute stöter han på både maffian och CIA som gått ihop för att utpressa Eddie att stjäla tre stycken verk av da Vinci från hårt bevakade museer.

## Om filmen
Filmen, som utspelar sig i New York och Rom, är inspelad i bland annat Los Angeles, New Jersey och New York i USA, London i England, Budapest i Ungern, Rimini och Rom i Italien samt i Vatikanstaten.

## Roller (urval)
- Bruce Willis - Eddie Hawkins
- Danny Aiello - Tommy Five-Tone
- Andie MacDowell - Anna Baragli
- James Coburn - George Kaplan
- Richard E. Grant - Darwin Mayflower
- Sandra Bernhard - Minerva Mayflower
- Donald Burton - Alfred
- Don Harvey - Snickers
- David Caruso - Kit Kat
- Andrew Bryniarski - Butterfinger